# Trùng lặn thẳng
Orthonectida (/ˌɔːrθəˈnɛktɪdə, -θoʊ-/) là một ngành nhỏ của các loài động vật kí sinh ít được biết đến trong động vật không xương sống ở biển. Là một trong những sinh vật đa bào đơn giản nhất.

## Phân loại
Ngành bao gồm khoảng 20 loài đã biết, trong đó loài Rhopalura ophiocomae là loài được biết đến nhiều nhất. ngành không được chia thành các lớp và bộ, chỉ chứa 3 họ. Trước đây còn được chia thành một bộ.